# Palacio de la Paeria
El palacio de la Paeria es la sede de la Paeria de Lérida, denominación tradicional del ayuntamiento de esta ciudad. El edificio está catalogado como Bien de Interés Cultural.

## Etimología
La Paeria se entiende como la casa del “paer en cap”. Este término es el que se utiliza para denominar a los alcaldes de los ayuntamientos de Lérida, Cervera y Almenar. El término “paer” procede de la palabra latina “patiarium”, que significa hombre de paz. Esta forma de nombrar los alcaldes, en el caso de la ciudad de Lérida es un privilegio otorgado en 1264 por el rey Jaime I en los antiguos cónsules de la ciudad. Es decir, el término "Paeria" designa a los ayuntamientos de Lérida, Cervera y Almenar

## Historia

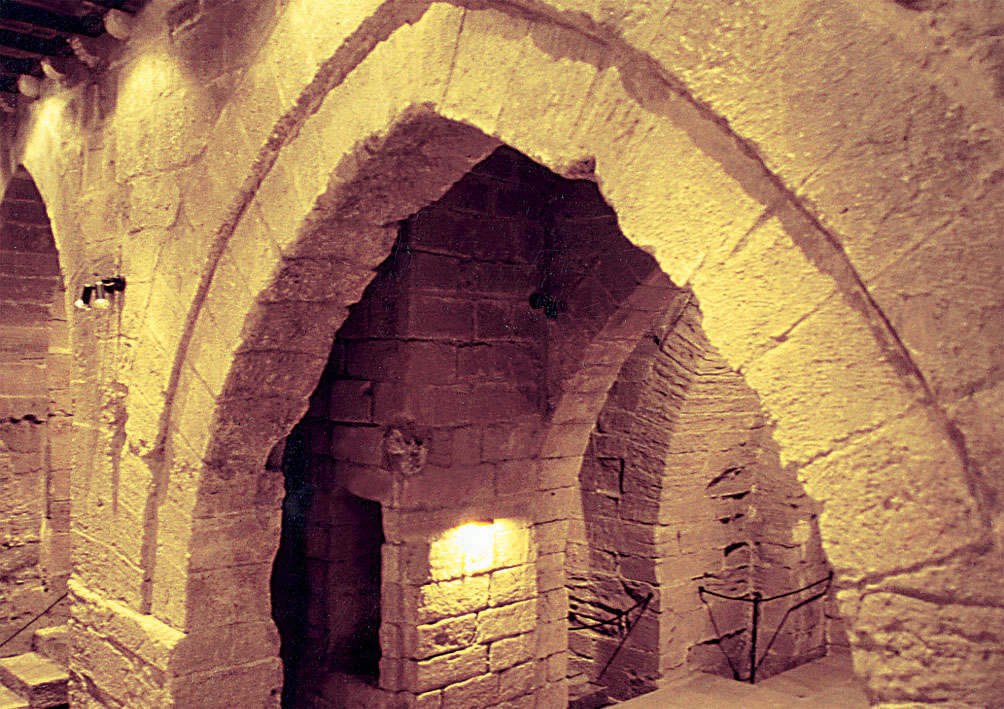
El sótano de la Paeria, donde se observan unas arcadas góticas

El palacio data del siglo XIII, aunque desde entonces ha sufrido múltiples transformaciones. Originalmente era la residencia de los Sanaüja, señores de Borjas Blancas, que en 1383 lo cedieron a la Paeria para albergar desde entonces el gobierno municipal.

## Arquitectura
El edificio sigue el estilo del gótico catalán. La fachada contiene todos los elementos más habituales en esta escuela. A ras de suelo, hay una portalada coronada por un arco de medio círculo que recuerda el románico puesto que falta la punta típica del gótico, mientras en la segunda planta una serie de ventanas estrechas y altas vuelven al tema románico con semicírculos encima y dos columnas esbeltas cada una.
Las ventanas en la primera planta son muy pequeñas y estrechas, lo cual da un aspecto defensivo al palacio. Arriba de la puerta hay tres escudos con la Señera Real; el de en medio puerta, además, una corona real.

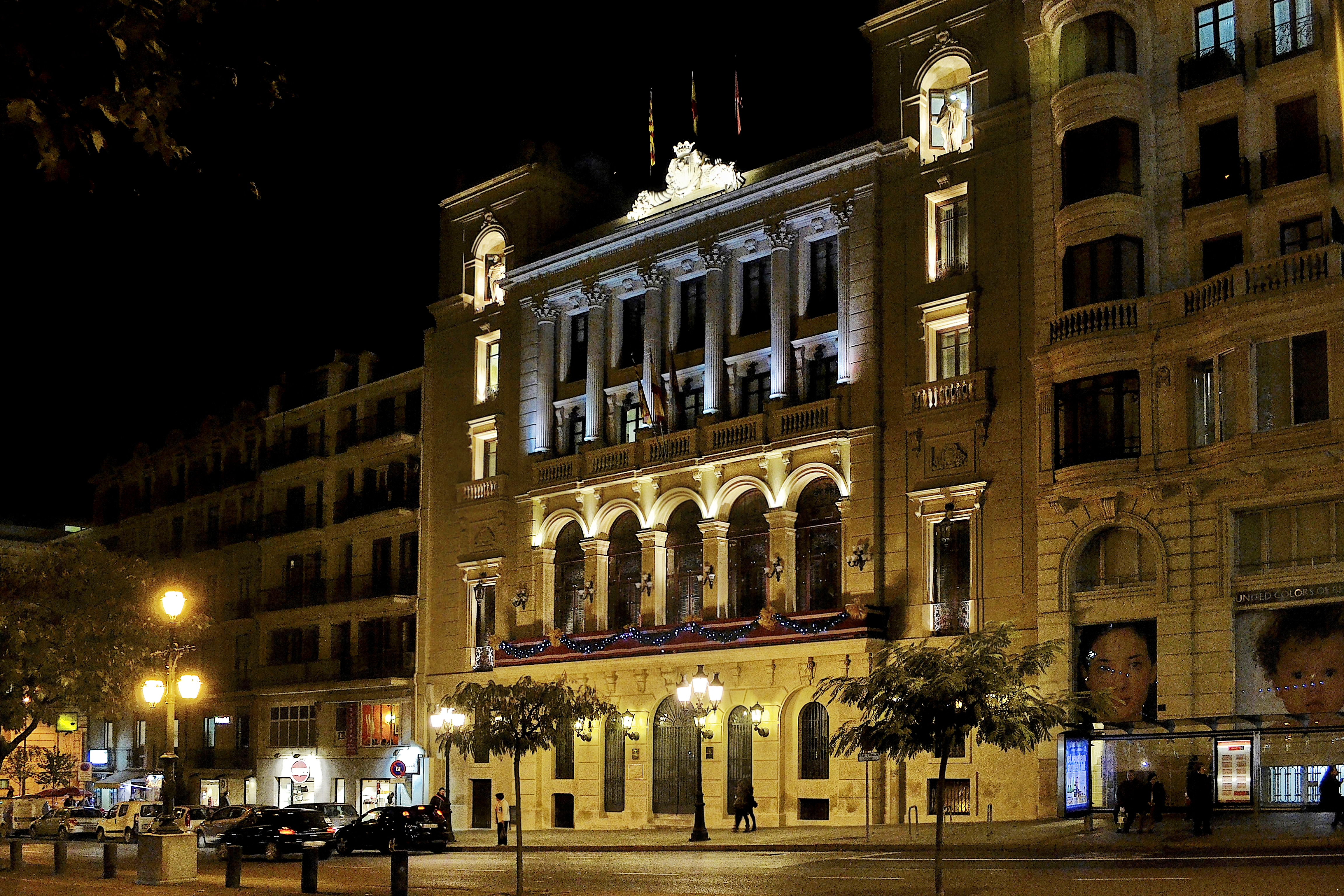
Paeria (Ayuntamiento de Lérida)

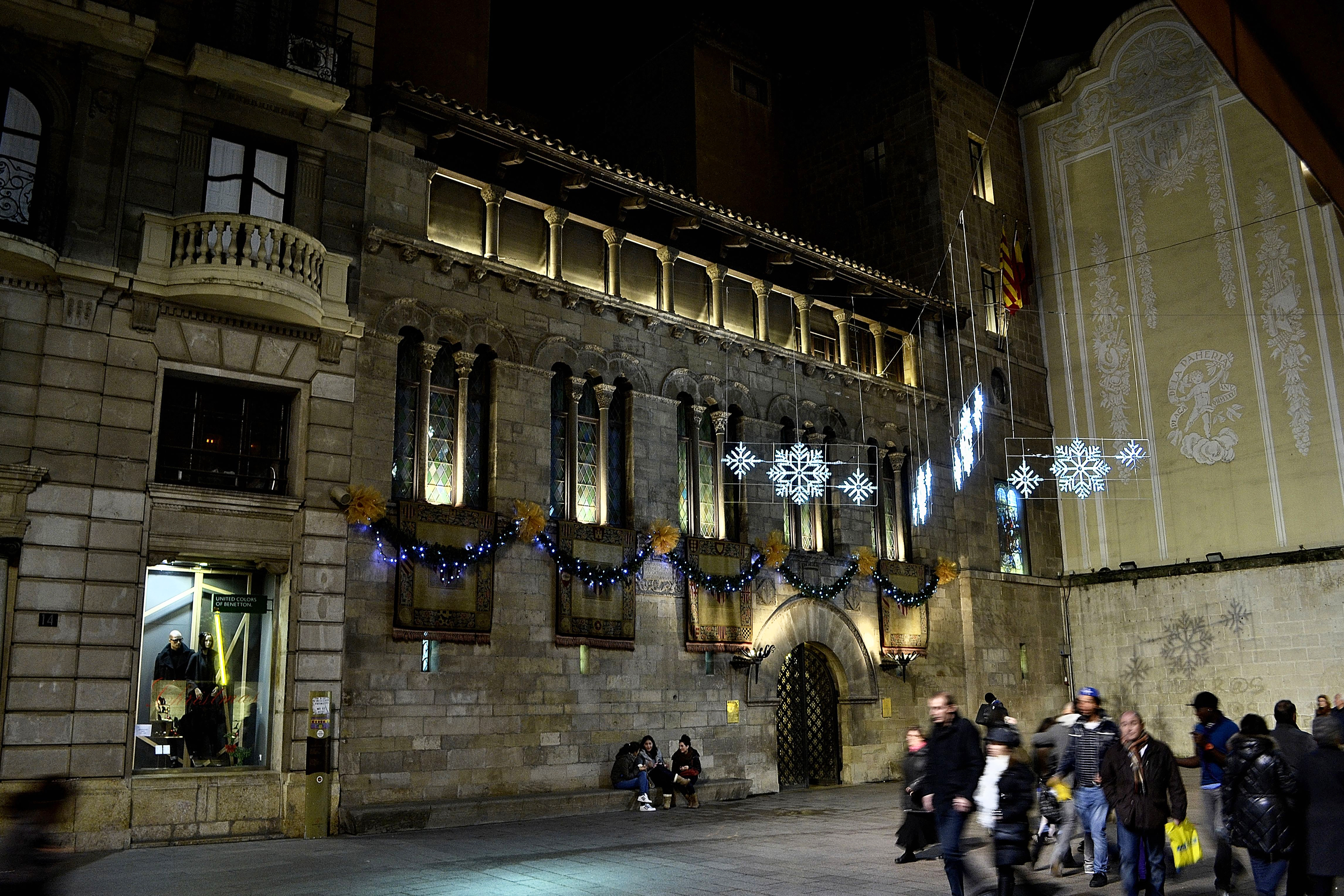
Palacio de la Paeria de Lérida